# I want a president

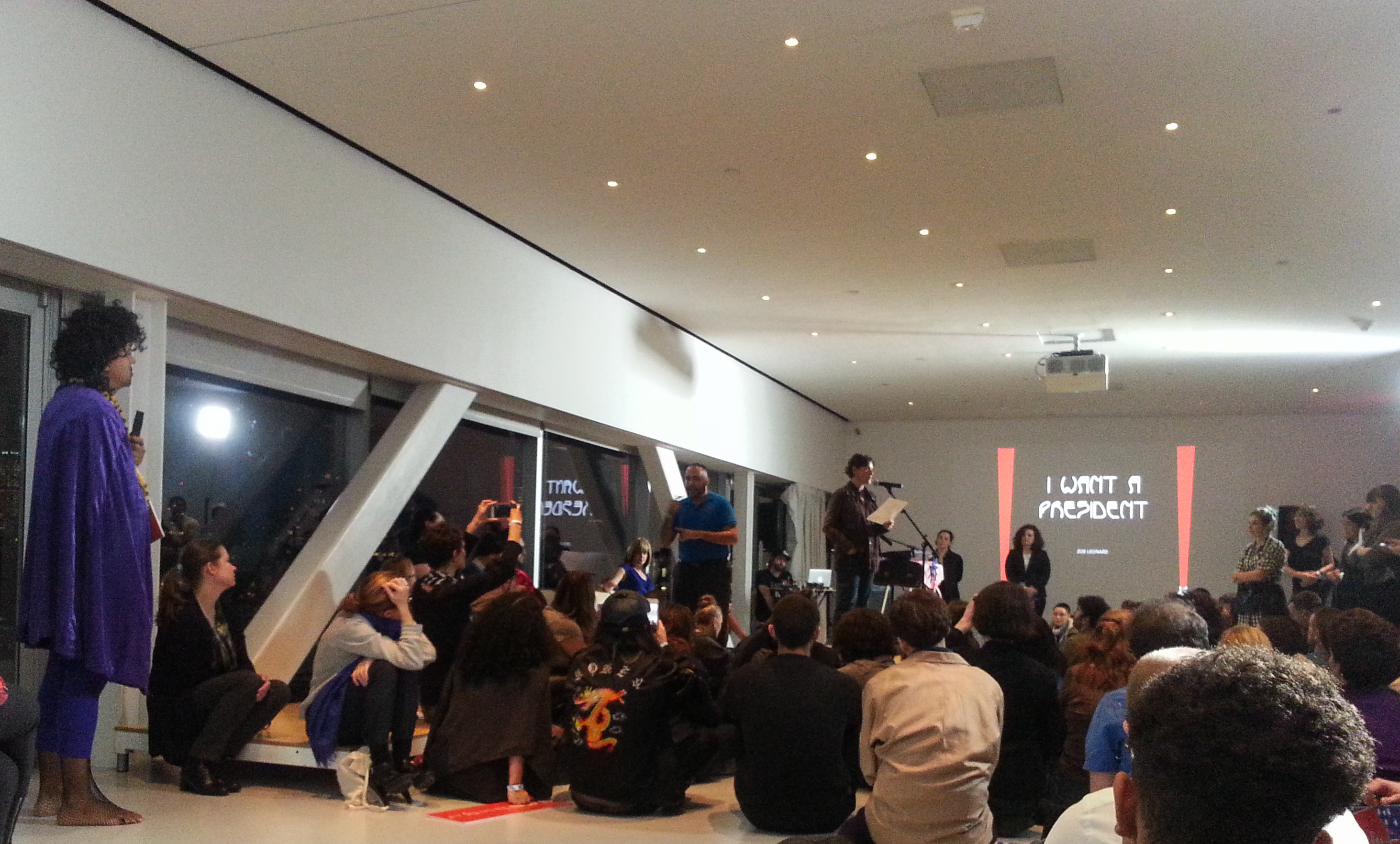
Leonard liest I want a president im New Museum 2016

I want a president („Ich will einen Präsidenten“) ist ein Gedicht, das die Künstlerin Zoe Leonard 1992 schrieb.

## Kontext
Zoe Leonard ist eine in New York City beheimatete Künstlerin und Feministin. Sie arbeitet hauptsächlich als Fotografin und Bildhauerin, die ihre Werke oft für einen spezifischen Standort entwirft. Viele ihrer Werke wurden beeinflusst von der und in Reaktion auf die AIDS-Epidemie der 1980er und 1990er und die dazugehörige Politik.
I want a president war inspiriert durch die Kandidatur der Dichterin und Aktivistin Eileen Myles für die Präsidentschaftswahl in den Vereinigten Staaten 1992. Myles war die erste Frau, die sich zur Wahl aufstellen ließ. Myles kandidierte als unabhängige Kandidatin gegen George H. W. Bush, Bill Clinton und Ross Perot. Myles' Identität stand für Leonard im Kontrast zu der reichen männlichen Identität ihrer Gegner. Zu dieser Zeit identifizierte sich Myles als lesbische Frau und sie stammte aus einer Bevölkerungsgruppe, die direkt von Armut und AIDS betroffen war.  
Leonard äußerte den Wunsch, eine größere Diversität in der Auswahl gewählter Politiker zu sehen, mit Problemen und Erfahrungen, die den meisten damaligen Repräsentanten fremd waren. Das Gedicht startet mit dem Satz „I want a dyke for president“ („Ich will eine Lesbe als Präsidentin“). Es folgen weitere Aussagen, die mit „I want“ („Ich will“) beginnen und verschiedene Personengruppen beschreiben, die das Lyrische Ich gerne als Präsidenten haben würde.
Geschrieben in den frühen 1990ern, hatte „I want a president“ seine Wurzeln in Leonards anderen Werken, in denen sie die politische Tatenlosigkeit während der AIDS-Epidemie kritisierte, und inmitten einer Diskussion gegen „Politische Korrektheit“.

## Publikationsgeschichte und Rezeption
“I want a dyke for president. I want a person
with aids for president and I want a fag for
vice president and I want someone with no
health insurance and I want someone who grew
up in a place where the earth is so saturated
with toxic waste that they didn't have a
choice about getting leukemia.”

Das Gedicht sollte in einem LGBT-Magazin veröffentlicht werden, das jedoch eingestellt wurde. Stattdessen wurde das Gedicht kopiert und verteilt. Vice beschrieb es 2016 als „so etwas wie ein Prä-Internet-Meme – etwas wird geteilt, kopiert und reinterpretiert, lange bevor die meisten US-Amerikaner überhaupt Internetzugang zu Hause hatten“. 2006 produzierte das Kunstkollektiv LTTR Postkartenversionen des Gedichts und publizierte diese in ihrem fünften jährlichen Journal.

I want a president ausgestellt an der High Line in Manhattan

Im Rahmen der Präsidentschaftswahl 2016 gab es erneutes Interesse an dem Gedicht, insbesondere nachdem Dazed ein Video veröffentlicht hatte, in dem Mykki Blanco das Gedicht liest. Paper nannte es ein „erschütterndes und legendäres Gedicht […] ein unheimlich ergreifendes Spiegelbild für die aktuelle Präsidentschaftswahl unserer kollektiven Albträume, das auch fast 25 Jahre nach seiner Entstehung zeitlos bleibt“. Vice nannte das Gedicht einen „krassen Protest gegen übermäßig säuberliche amerikanische Politiker […] so relevant [im Jahr 2016], wie es war, als [Leonard] es 1992 schrieb“. Die LGBT-Zeitschrift Out berichtete, dass 2016 „die Wähler das Gedicht nutzen, um Politiker einzufordern, deren Lebenserfahrung die ihrer Wähler widerspiegelt“. Leonard sagte, dass sie das gleiche Gedicht zu diesem Zeitpunkt nicht mehr schreiben würde, aber sie schätzte, dass es eine Diskussion darüber eröffnete, wie sich die Dinge seither verändert hatten oder nicht. „Ich interessiere mich für den Raum, den dieser Text für uns eröffnet, um uns vorzustellen und auszudrücken, was wir von unseren Politikern wollen, und sogar darüber hinaus, was wir uns für die Zukunft unserer Gesellschaft vorstellen können.“
Im Oktober 2016, einen Monat vor dem Tag der Präsidentschaftswahl, installierte High Line Art eine große Version des Gedichts mit den Maßen 20 Fuß mal 30 Fuß an einer Säule unterhalb des Standard Hotels auf der High Line im New Yorker Stadtteil Chelsea in Manhattan. Am 6. November hielt Eileen Myles, deren Präsidentschaftswahlkampf 1992 das Gedicht inspiriert hatte, am Ort der Installation eine vorgetäuschte Dankesrede, in der sie auf das Gedicht einging. Zahlreiche andere Künstler nahmen an der Veranstaltung teil, um auf Leonards Gedicht zu reagieren, darunter Justin Vivian Bond, Malik Gaines, Alexandro Segade, Sharon Hayes, Pamela Sneed und Wu Tsang.